# Ranxo Mestres
Ranxo Mestres és una masia de Santa Susanna (Maresme) inclosa a l'Inventari del Patrimoni Arquitectònic de Catalunya.

## Descripció
Masia, situada sobre un turonet, amb un cos annex perpendicular a la banda dreta, antigament destinat a paller i estable. Consta de planta baixa i un pis i té la coberta a doble vessant amb el carener perpendicular a la façana principal. La porta principal és d'arc de mig punt adovellat i al primer pis, en el mateix eix que la porta, hi ha una finestra amb la llinda formada per dues pedres decorades amb un arc polilobulat. La resta d'obertures són rectangulars. Una de les finestres té la data 1689 inscrita. Els accessos són empedrats i tallats a la roca.

## Història
Sembla ser una de les més antigues masies de Santa Susanna. Els propietaris, actualment la setena generació, en guarden documentació. No se sap l'antiguitat, però en un carreu del paller hi ha la inscripció de la data de 1104, que coincideix amb les primeres notícies del municipi. Aquests indicis, juntament amb els detalls constructius de les finestres, fa suposar que fou bastida al segle xii. Al 1975 s'hi obrí un restaurant.